# Pohřební kultura H

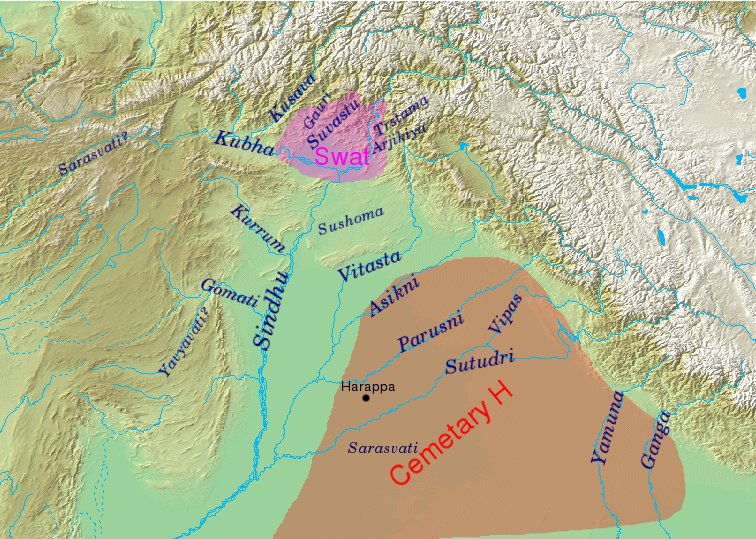
Oblast, kde se rozrůstala pohřební kultura H je vyznačena hnědou barvou

Jako pohřební kultura H, též kultura pohřebiště H, se označuje pozdně harappská kultura, která se rozvíjela v oblasti Paňdžábu (tedy přibližně v oblasti hranic mezi dnešní Indií a Pákistánem) zhruba v období mezi lety 1900 – 1300 př. n. l. Tato kultura již nedosahovala takového územního rozsahu jako kultura harappská. Je pravděpodobné, že pohřební kultura H byla společně s bárskou kulturou jakýmsi odrazem kolonizace Indoárijců do oblasti údolí Indu. Název pohřební „kultura H“ je odvozen od „oblasti H“, což je pojmenování pohřebního místa nalezeného v Harappě, kde se našly pohřební, barevně zdobené urny. V dřívějších dobách byli mrtví pohřbíváni v rakvích a až v pozdější době začali být spalováni a jejich ostatky umisťovány do uren. Tato skutečnost může naznačovat jakýsi náboženský posun, avšak také může být výsledkem ekonomických a politických změn.
Již harappská kultura byla převážně kulturou zemědělskou. Pohřební kultura H se navíc vyznačovala přechodem od pěstování různých k plodin k nové hlavní plodině - rýži. Podobně jako harappská kultura též pokračovala ve stavění budov z pálených cihel.